# Cukemono

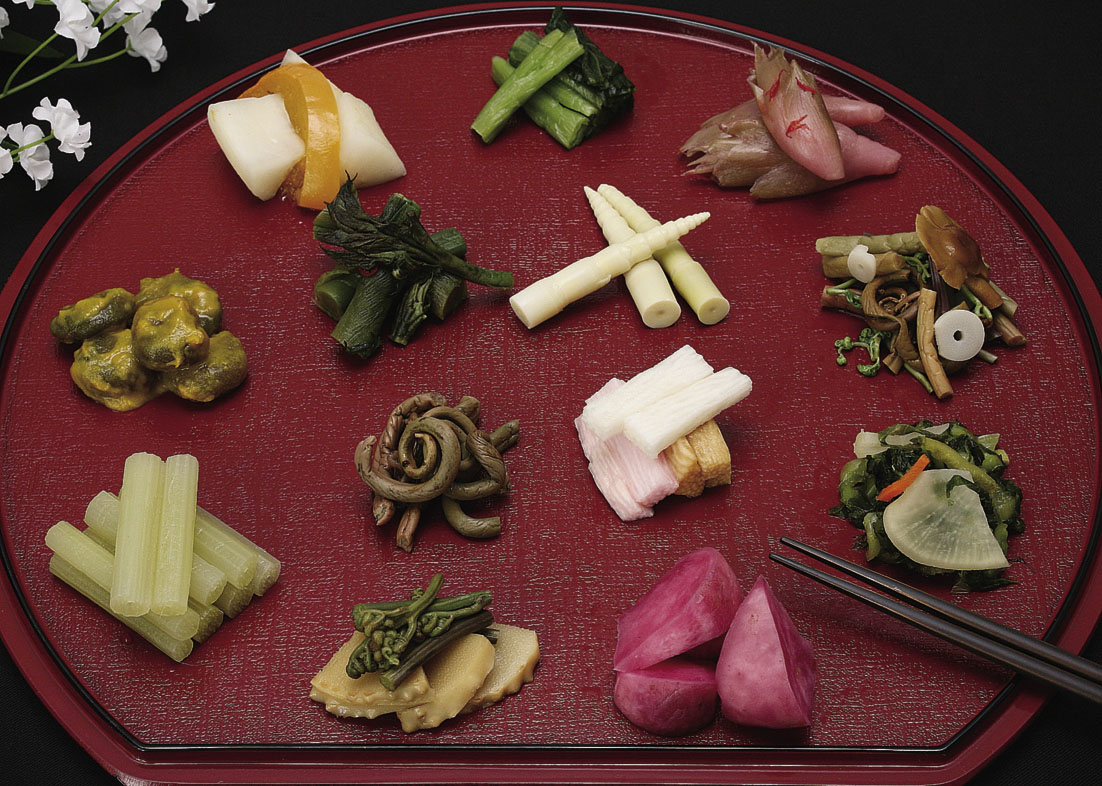
Sortiment cukemono

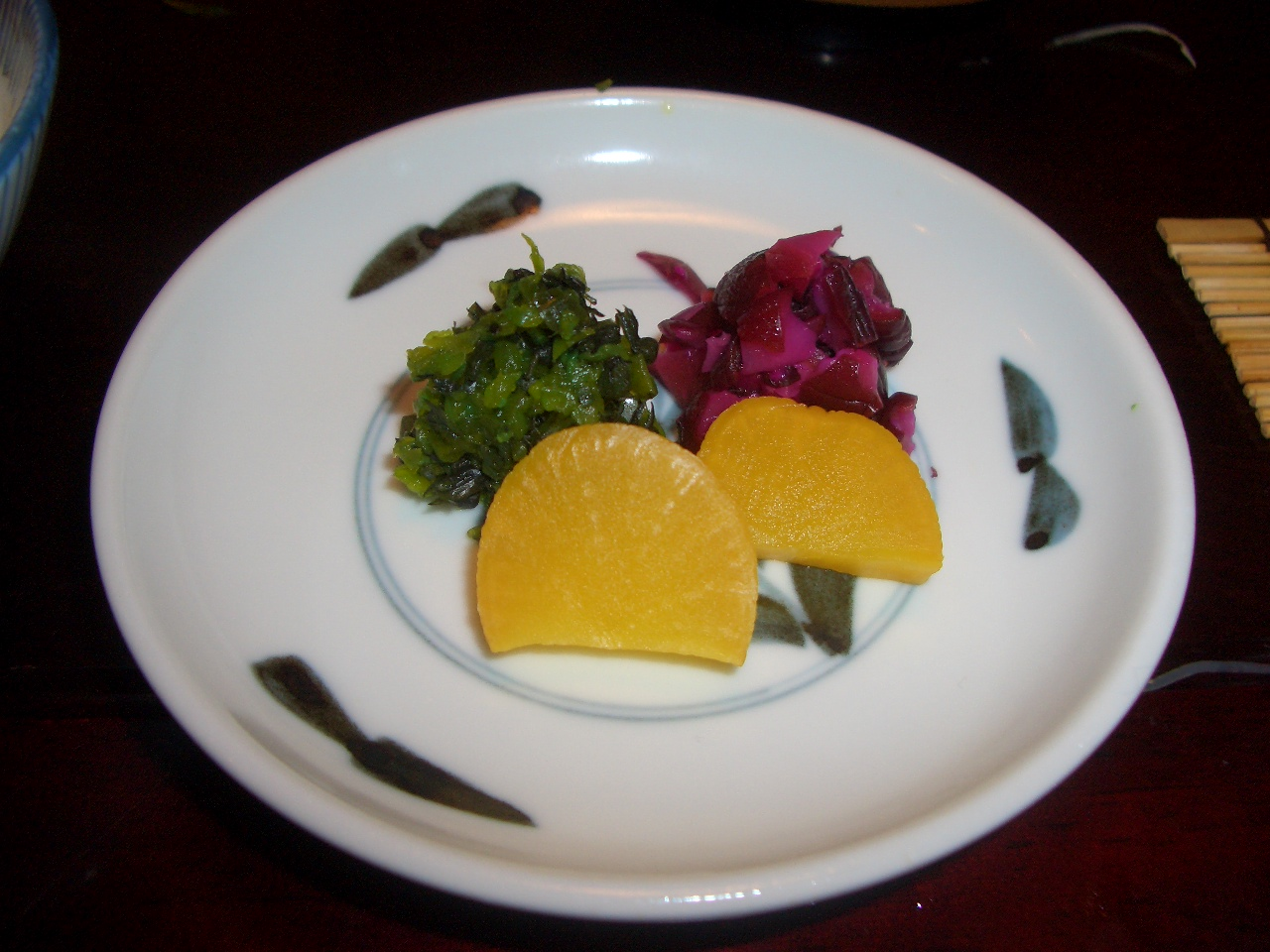
Různé cukemono

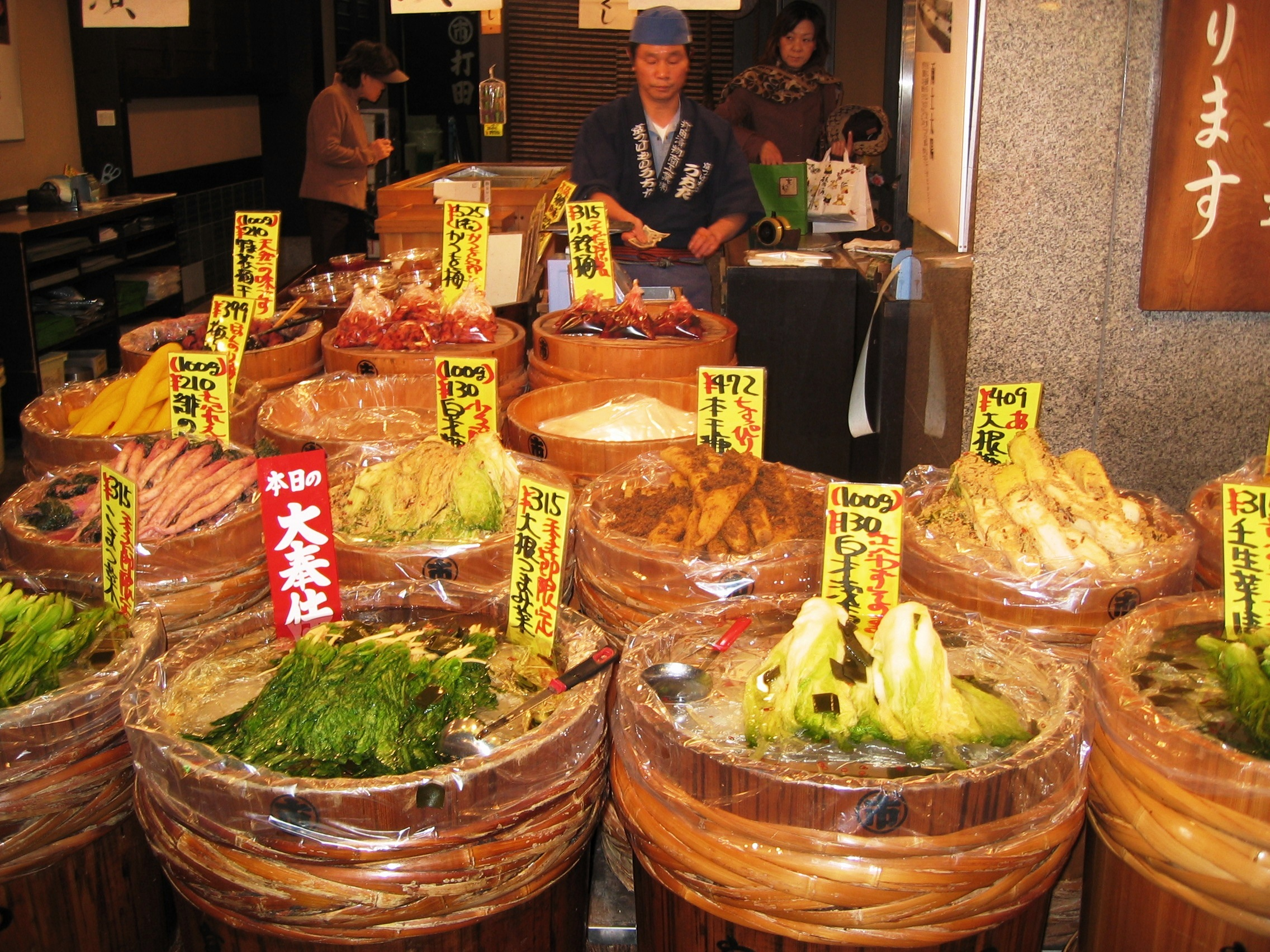
Prodejna cukemono na tržišti Nišiki, Kjóto

Cukemono (漬物, doslova „nakládané věci“) je japonská konzervovaná zelenina (obvykle nakládaná v soli, slaném nálevu nebo v rýžových otrubách). Obvykle se podává s rýží jako okazu (příloha), s nápoji jako ocumami (malé občerstvení), nebo jako ozdoba jídla, a jako chod v rámci japonského čajového obřadu kaiseki. 

## Alternativní názvy
Cukemono se také označuje jako konomono (香の物), ošinko (御新香) nebo okókó (御香々), přičemž všechny názvy znamenají v japonštině „voňavý pokrm“. Část ko nebo kó (香) v těchto názvech doslova znamená „voňavý“ a tento termín se používal jako njóbó kotoba neboli „ženské slovo“ pro miso v souvislosti s vůní. Postupem času se tento termín začal používat také pro nakládané okurky, opět kvůli vůni. Termín ošinko (doslova „nová vůně“ ve vztahu k relativní čerstvosti) konkrétněji odkazoval na zeleninu, která byla jen lehce nakládaná a která ještě tolik nezměnila barvu. Tento termín se nyní také používá v širším významu pro nakládanou zeleninu obecně.

## Výroba cukemono

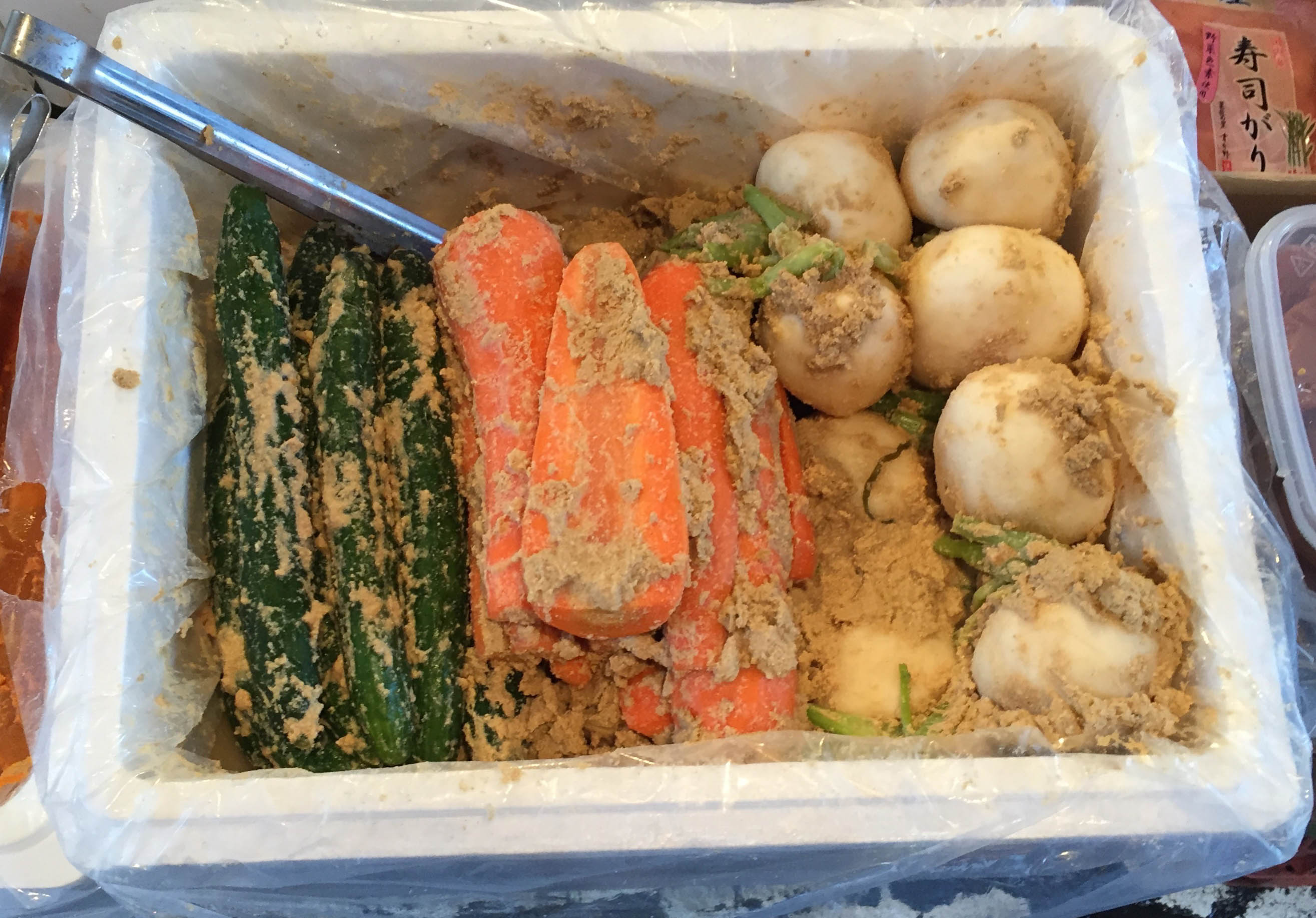
Cukemono fermentující v rýžových otrubách

K přípravě cukemono je potřeba nádoba, sůl a cokoli, co bude na nakládanou zeleninu tlačit.
Cukemonoki (漬物器, doslova „nádoba na nakládání“) je japonský lis na nakládanou zeleninu. Tlak vytvářejí těžké kameny zvané cukemono iši (漬物石, doslova „kámen na nakládání“) o hmotnosti jednoho až dvou kilogramů, někdy i více. Tento typ lisu se stále používá a vyrábí se z různých materiálů, například z plastu, dřeva, skla nebo keramiky. Předtím, než se začal používat lis cukemono iši, se tlak vyvíjel zatloukáním klínu mezi rukojeť nádoby a její víko.
Závaží jsou buď kamenná nebo kovová, s rukojetí nahoře a často pokrytá vrstvou potravinově neutrálního plastu. Další moderní typ lisu na nakládanou zeleninu je obvykle vyroben z plastu a potřebný tlak se vytváří otáčením šroubu a tlačením na zeleninu.
Asazuke je metoda nakládání, která se vyznačuje krátkou dobou přípravy.
| Typ        | Kanji      | Přísada na nakládání    |
| ---------- | ---------- | ----------------------- |
| Šiozuke    | 塩漬け     | sůl                     |
| Suzuke     | 酢漬け     | ocet                    |
| Amasuzuke  | 甘酢漬け   | cukr a ocet             |
| Misozuke   | 味噌漬け   | miso                    |
| Šojuzuke   | 醤油漬け   | sójová omáčka           |
| Kasuzuke   | 粕漬け     | saké Kasu (saké kal)    |
| Kodžizuke  | 麹漬け     | rýže pěstovaná v plísni |
| Nukazuke   | 糠漬け     | rýžové otruby           |
| Karašizuke | からし漬け | pálivá hořčice          |
| Satozuke   | 砂糖漬け   | cukr                    |

## Druhy cukemono

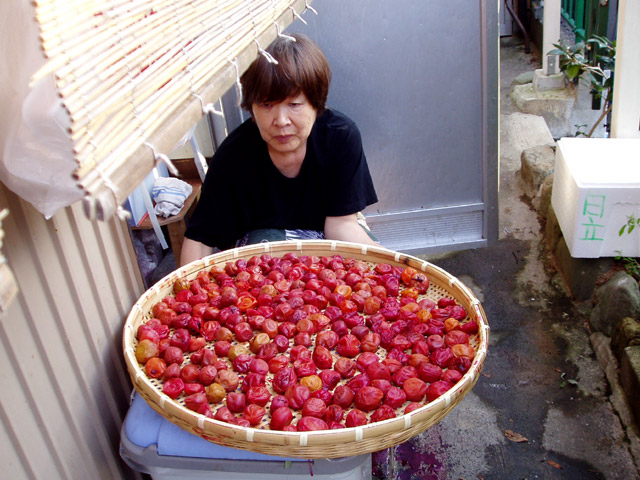
Umeboši sušící se na slunci pro domácí přípravu

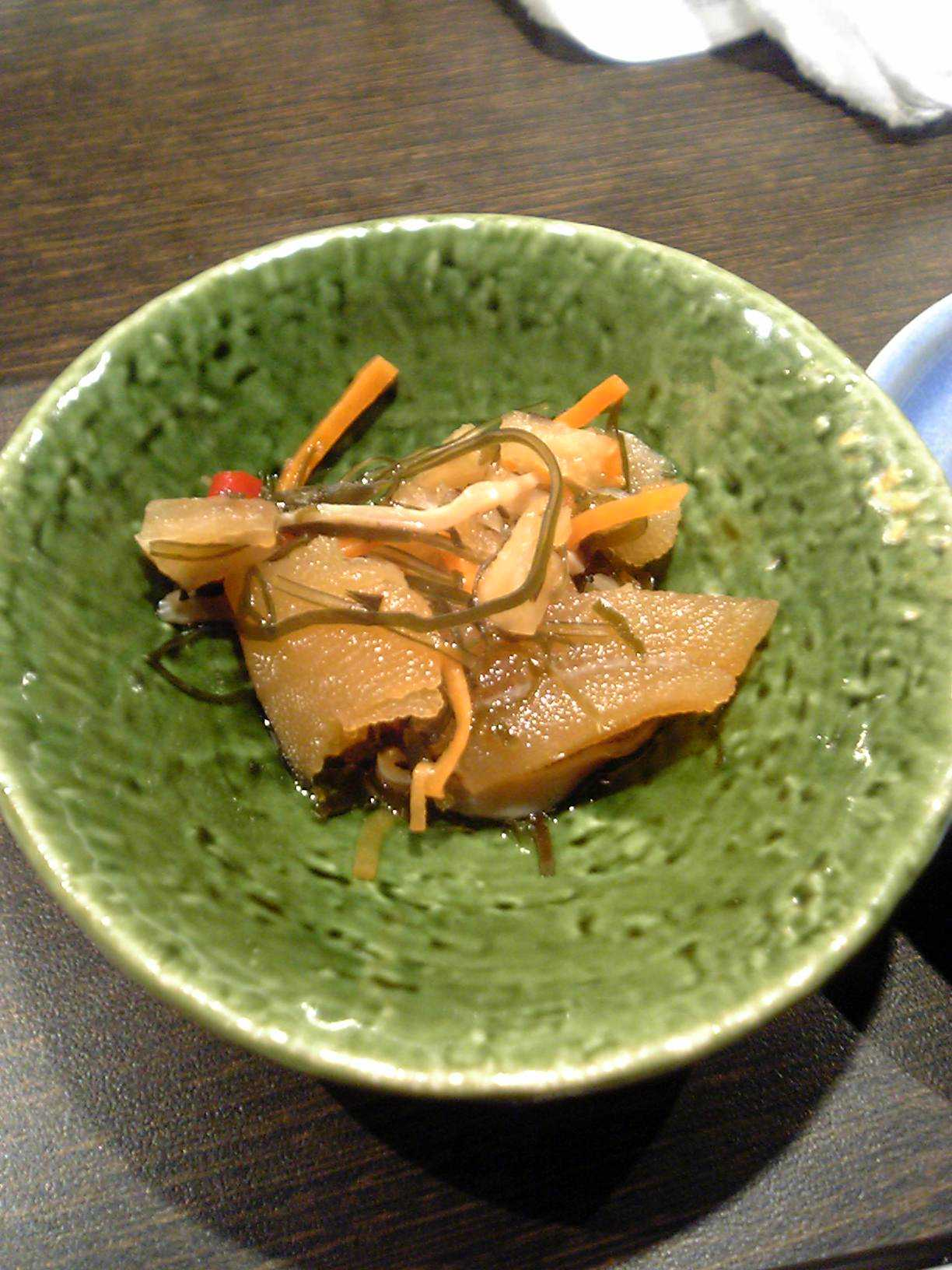
Macumaezuke

Takuan (daikon neboli ředkev setá bílá), umeboši (nakládaná meruňka ume), tuřín, okurka a čínské zelí patří k oblíbeným pokrmům, které se spolu s rýží konzumují jako příloha k jídlu.
Beni šóga (červený zázvor nakládaný ve slaném nálevu umeboši) se používá jako příloha k pokrmům okonomijaki, takojaki a jakisoba .
Gari (mladý zázvor nakrájený na tenké plátky, marinovaný v roztoku cukru a octa) se používá mezi sousty suši k pročištění chuťových buněk.
Rakkjózuke (nakládané rakkjó, druh cibule) se často podává s japonským kari. Rakkjózuke je mírně nakyslé a sladké, s jemnou a „svěží“ chutí, protože je konzervováno v octě a mirinu, které také odstraňují jeho hořkost. Používá se k vyvážení silnějších chutí některých dalších složek v jídle.
Fukudžinzuke je směsí daikonu, lilku, lotosového kořene a okurky, která je nakládaná a ochucená sójovou omáčkou.
Bettarazuke je druh nakládaného daikonu populární v Tokiu.
Macumaezuke je nakládaný pokrm (původem z Macumae, Hokkaidó) skládající se ze surume (sušená chobotnice), rasy konbu, kazunoko (jikry ze sleďů), mrkve a zázvoru se směsí saké, sójové omáčky a mirinu.
Nozawana je nakládaná listová zelenina typická pro prefekturu Nagano.